# 리불로스 5-인산
리불로스 5-인산(영어: ribulose 5-phosphate)은 오탄당 인산 경로의 최종 생성물 중 하나이다. 또한 리불로스 5-인산은 캘빈 회로의 중간생성물이기도 하다.
리불로스 5-인산은 6-포스포글루콘산 탈수소효소에 의해 생성되며, 오탄당 인산 이성질화효소 및 오탄당 인산 에피머화효소에 의해 작용받을 수 있다.

## 같이 보기
- 리불로스
- 리불로스 1,5-이중인산